# Kanał Starobahamski
Kanał Starobahamski (ang. Old Bahama Channel, hiszp. Canal Viejo de Bahama) – cieśnina na Oceanie Atlantyckim, oddzielająca archipelag Camagüey w północnej części Kuby od Wielkiej Ławicy Bahamskiej na południu Bahamów. Na północnym zachodzie łączy się z cieśninami Nicholas Channel (hiszp. Canal de San Nicolás) i  Santaren Channel, prowadzącymi do Cieśniny Florydzkiej. 